# Curt Harnett
Curtis Melvin "Curt" Harnett (Toronto, 14 de maio de 1965) é um ex-ciclista canadense que competia em provas de pista. Ele representou o Canadá em quatro Jogos Olímpicos, ganhando três medalhas, uma de prata e duas de bronze. Nos Jogos Pan-Americanos de Indianápolis 1987, Harnett conquistou mais duas medalhas, uma de prata e outro de ouro.